# Alexandr Moisejev
Aleksandr Alexejevič Moisejev (rusky Александр Алексеевич Моисеев; 16. dubna 1962, Borskoje, Kaliningradská oblast, Sovětský svaz) je důstojník ruského námořnictva. Má hodnost admirála a od března 2024 je podle některých ruských zdrojů vrchním velitelem ruského námořnictva.

## Kariéra
V roce 2018 převzal velení Černomořského loďstva. V květnu 2019 byl jmenován velitelem Severního loďstva.
V březnu 2024 byl podle ruských serverů Izvestija a Fontanka pověřen velením ruskému námořnictvu. Ve funkci dočasně nahradil Nikolaje Jevmenova, jehož odvolání by mohlo souviset se značnými ztrátami, které během ruské invaze na Ukrajinu utrpělo ruské námořnictvo, především Černomořské loďstvo. Dne 19. března 2024 jeho jmenování úřadujícím vrchním velitelem námořnictva potvrdila ruská státní tisková agentura RIA Novosti.